# Paracles marcona
Paracles marcona là một loài bướm đêm thuộc phân họ Arctiinae, họ Erebidae.